# ГЕС Blakely Mountain
ГЕС Blakely Mountain — гідроелектростанція у штаті Арканзас (Сполучені Штати Америки). Знаходячись перед ГЕС Карпентер, становить верхній ступінь каскаду на річці Ouachita, лівій притоці Ред-Ривер (впадає праворуч до Атчафалайа — західного рукава дельти Міссісіпі).
У межах проекту річку перекрили земляною греблею висотою від тальвегу 66 метрів (від підошви фундаменту — 73 метри) та довжиною 335 метрів, яка потребувала 3,2 млн м3 матеріалу. Вона утримує витягнуте на 64 км водосховище з площею поверхні 162,3 км2 та об'ємом 4639 млн м3.
Пригреблевий машинний зал обладнали двома турбінами потужністю по 38,8 МВт, які працюють при напорі від 41 до 60 метрів (номінальний напір 51 метр) та можуть виробляти понад 0,4 млрд кВт-год електроенергії на рік.